# Rrok Mirdita
Rrok Mirdita, właściwie Rrok Kola Mirdita (ur. 28 września 1939 w Kleznie, Czarnogóra, zm. 7 grudnia 2015 w Tiranie) – albański duchowny katolicki, arcybiskup, metropolita diecezji Durrës – Tirana, prymas Albanii.

## Życiorys
Pochodził z rodziny katolików albańskich z Czarnogóry. Po II wojnie światowej wraz z rodziną zamieszkał w Ulcinju. Święcenia kapłańskie przyjął z rąk metropolity archidiecezji barskiej – abp Aleksandra Tokicia w dniu 4 lipca 1965, po czym podjął pracę duszpasterską w albańskich parafiach katolickich w Czarnogórze.
W początkach lat 70. wielu Albańczyków z Czarnogóry wyjeżdżało w celach zarobkowych do USA. Metropolita Nowego Jorku zwrócił się do abp Aleksandara Tokicia, aby ten wydelegował jednego z księży albańskich, do pełnienia posługi duszpasterskiej w środowisku emigrantów. Wydelegowany przez Tokicia – Rrok Mirdita w 1973 wyjechał do USA, gdzie pracował w parafii albańskiej w nowojorskiej dzielnicy Bronx, jako wikariusz w parafii kierowanej przez ks. Zefa Oroshiego. W 1989 ówczesny metropolita nowojorski mianował Mirditę pierwszym proboszczem nowej parafii albańskiej w Hartsdale.
W 1991 po raz pierwszy przyjechał do Albanii. 25 grudnia 1992 jeszcze jako obywatel USA został mianowany arcybiskupem, metropolitą diecezji Durrës-Tirana i wyświęcony w czasie jednodniowej wizyty papieża Jana Pawła II w Albanii (25 kwietnia 1993). 
W czasie kryzysu społeczno-ekonomicznego w Albanii w 1997 arcybiskup zabiegał o pomoc Włoch w przywróceniu pokoju w Albanii. Zaangażował się także w działania na rzecz współpracy z innymi wspólnotami wyznaniowymi (muzułmanie, prawosławni), czego pierwszym efektem były wspólne apele o pokój w Albanii, a następnie także wspólne działania na rzecz pomocy najuboższym.
Z inicjatywy Mirdity powstał największy obecnie kościół katolicki w Tiranie – katedra św. Pawła, usytuowany nad brzegiem Lany. Arcybiskup koncelebrował pierwszą Mszę Św., która miała miejsce w katedrze 27 stycznia 2002.
W latach 1997–2000 i ponownie w latach 2006–2012 przewodniczył Konferencji Episkopatu Albanii, kierując także pracami albańskiego Caritasu. Został uhonorowany tytułem Honorowego Obywatela Tirany, w 2006 Orderem Matki Teresy, a w 2010 z rąk prezydenta Bamira Topiego otrzymał Order Skanderbega.
4 grudnia 2015 doznał udaru mózgu, zmarł trzy dni później w szpitalu w Tiranie, wskutek niewydolności krążeniowej. 10 grudnia 2015 jego doczesne szczątki spoczęły w krypcie katedry katolickiej w Tiranie.

## Publikacje
- 2009: Për një Shqipëri me Zotin: shkrime të zgjedhura